# (5582) 1989 CU8
Az (5582) 1989 CU8 a Naprendszer kisbolygóövében található aszteroida. Henri Debehogne fedezte fel 1989. február 13-án.